# Мерцхали
«Мерцхали» — грузинский футбольный клуб из Озургети. Название по-грузински означает «ласточка».
Команда «Мерцхали» из Махарадзе (Озургети) является трёхкратным чемпионом Грузинской ССР (1967, 1982, 1987) и обладателем Кубка Грузинской ССР 1982 года; в 1959 и 1960 годах Кубок Грузинской ССР выигрывала команда «Колмеурне» также из Махарадзе.
«Мерцхали» провела 13 сезонов в первенствах СССР (1968—1970 — класс «Б», 1971—1975, 1983—1985, 1988—1989 — вторая лига). В 1985 году одержала победу в зональном турнире второй лиги СССР.
В высшей лиге Грузии команда провела 4 сезона (1990, 1991, 1991/92, 2003/04), лучший результат — 9-е место в 1990 году. В сезоне 1993/94 именовалась «Анако». С сезона 2009/10 по настоящее время непрерывно выступает в первой лиге Грузии; в сезоне 2011/12 участвовала в переходном турнире (высшая-первая), где выступила крайне неудачно.

## Известные игроки
Список выступавших за клуб игроков, о которых есть статьи в русской Википедии, см. здесь.